# Woman's film

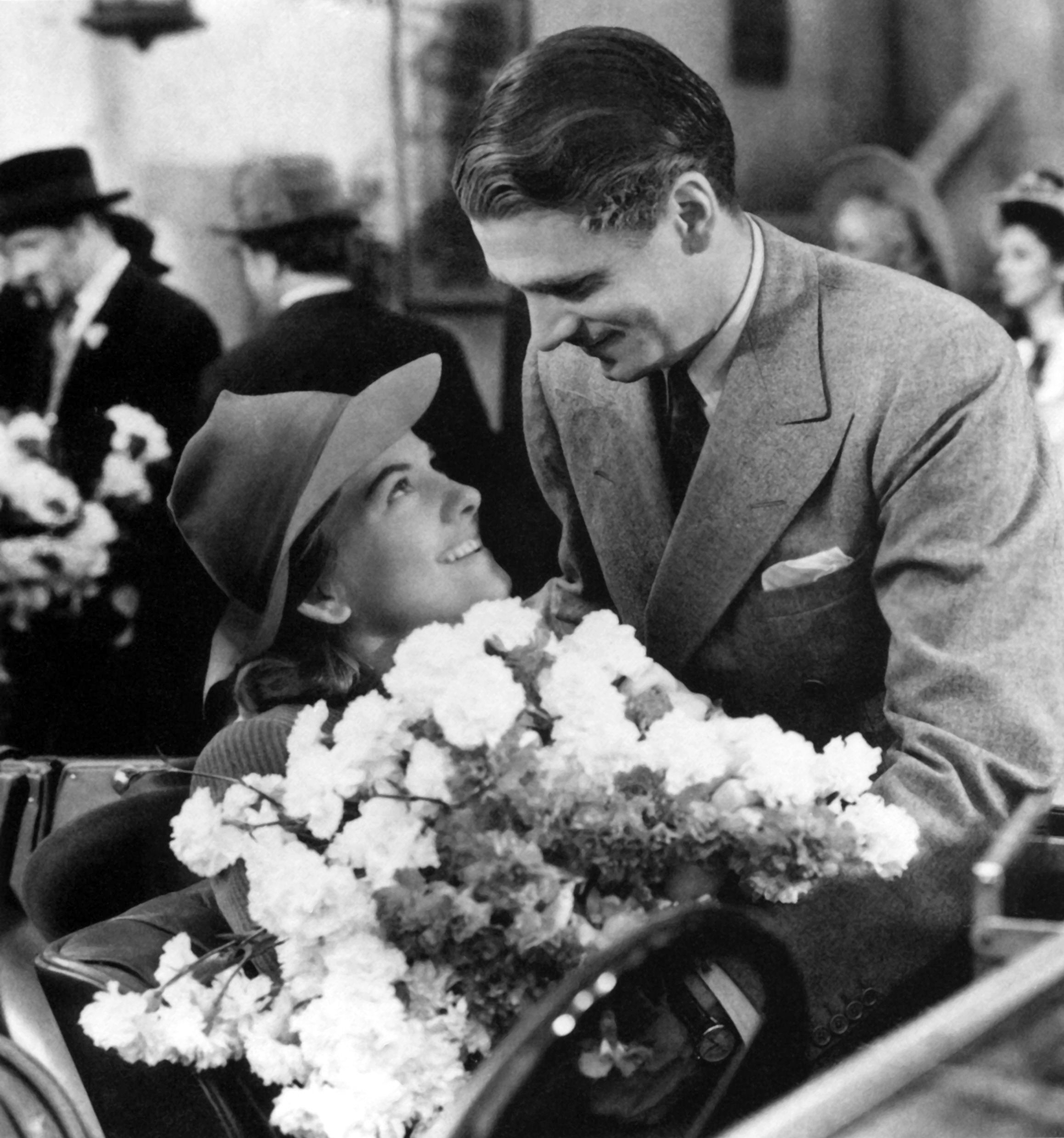
Joan Fontaine in Rebecca (1940, Alfred Hitchcock)

Il Woman's film (o woman's picture, woman's cinema, dall'inglese ''film per donne'') è considerata una categoria di film, un sottogenere e talvolta un vero e proprio genere cinematografico, caratterizzato da intrecci, temi e questioni considerate appartenenti alla sfera femminile e di conseguenza diretto ad un pubblico femminile. Solitamente l’espressione viene utilizzata in riferimento ad un particolare filone di film del cinema classico americano degli anni quaranta, nonostante si rilevino temi già trattati in precedenza e si parli di woman's film anche per produzioni più recenti.

## Temi e caratteristiche
La caratteristica fondamentale dei woman's film è la soggettività e il desiderio femminile, motivo per cui spesso negli stessi titoli dei film compare il nome della protagonista. Tutta la narrazione ruota attorno a una protagonista ritratta con particolare attenzione alla complessità psicologica, che permette l'identificazione fra personaggio e spettatrici. La rappresentazione femminile può mostrare tratti più o meno emancipatori a seconda del film e del contesto storico e sociale: si passa dalla figura della madre come "angelo del focolare", dedita alla cura della casa e all'educazione dei figli; alla figura della donna in carriera che muovendosi nel mondo degli affari tradizionalmente maschile sfida convenzioni e ideali sociali; da rappresentazioni di giovani ragazze che in accordo con la moralità e il culto della femminilità soffrono per amore o sognano il futuro ideale; a donne lasciate ai margini della società come ribelli e prostitute. I temi trattati spesso si rifanno alle questioni convenzionalmente ricondotte all'universo femminile e vengono affrontati dalla narrazione in maniera più o meno critica: il matrimonio (Rebecca), la maternità; il divorzio; la conciliazione tra amore e famiglia; le relazioni solidali o meno con altre donne, uomini e famiglia (Desiderio di donna); la giovinezza e l'invecchiamento (Eva contro Eva). Frequente è il topos del rapporto conflittuale tra la protagonista madre e la figlia femmina (Il romanzo di Mildred), figure che portano non solo ad uno scontro generazionale, ma anche all'opposizione di diversi ideali femminili. Spesso torna il tema del sacrificio, della scelta (Kitty Foyle) e della rinuncia che la protagonista è portata a fare sia per questioni che hanno a che fare con i figli (Secondo Amore), amore, salute e aspirazioni personali; sia per fattori esterni come ad esempio i conflitti bellici o le crisi economiche. Non sempre questi film presentano un lieto fine.

## Struttura e commistione di generi
In accordo con il cinema classico, anche il woman's film presenta solitamente una narrazione lineare strutturata in tre atti con risoluzione finale. Generalmente il woman's film veniva ricondotto al contesto del melodramma, che in ambito cinematografico fino a circa metà del Novecento, includeva film di generi molto diversi tra loro con in comune un certo grado di realismo. Per questo motivo spesso il woman's film veniva definito family melodrama o romantic drama, categorie alle quali può in parte sovrapporsi. Inoltre, avendo un proprio linguaggio specifico, molti woman's film incrociano e utilizzano codici appartenenti a generi diversi, come ad esempio il noir in Il romanzo di Mildred; il western in Johnny Guitar (1954), o ancora il road movie in Thelma e Louise (1991).

## Evoluzione del termine

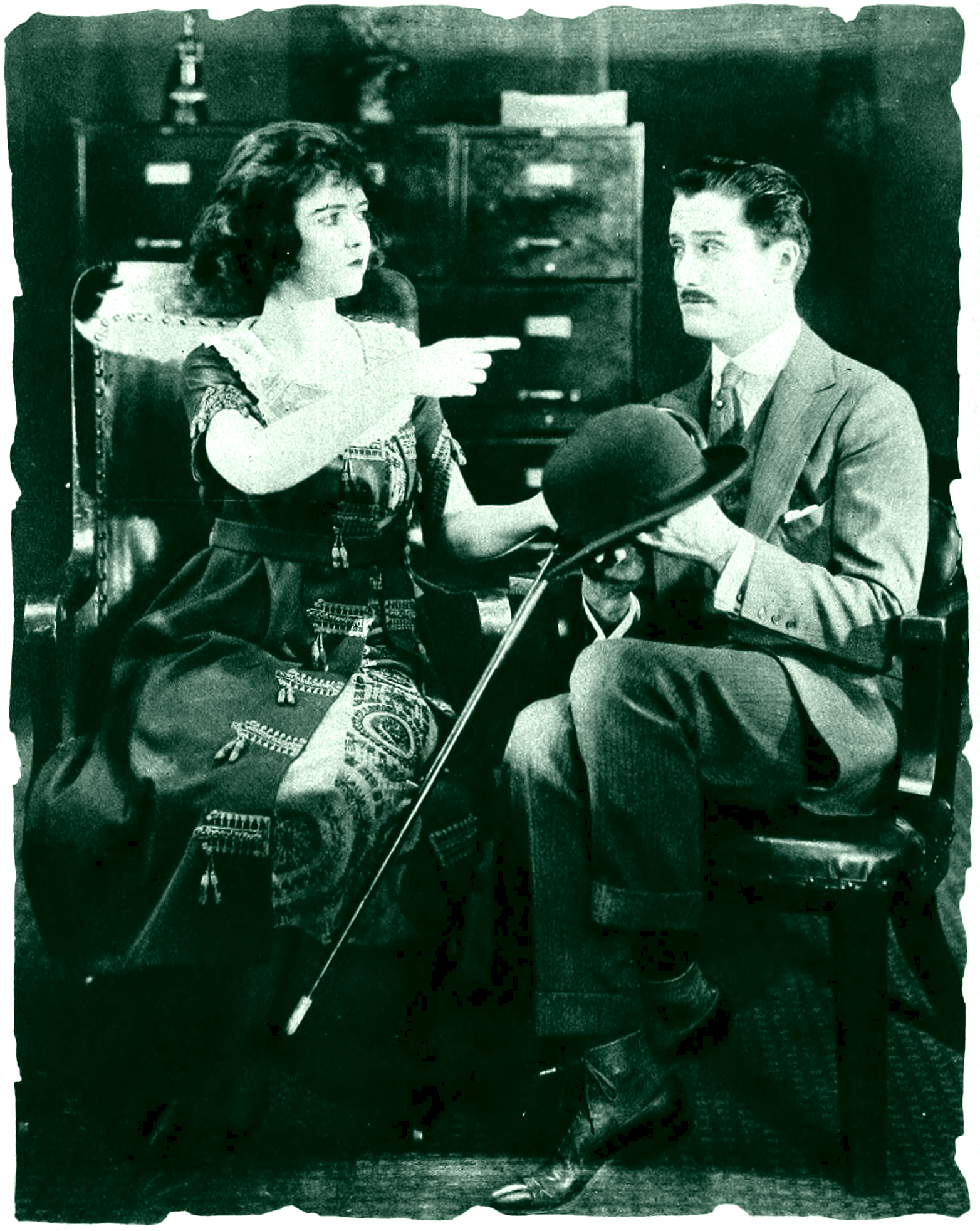
Dorothy Gish e James Rennie in una scena di Remodeling Her Husband (L. Gish, 1920)

Alcuni studiosi affermano che il termine woman's film sia comparso già negli anni 1910 per riferirsi a film che si pensava potessero piacere principalmente alle donne. Il significato risulta a in questo periodo ambiguo e poco strutturato rispetto all'uso che se ne sarebbe fatto in seguito. In poco tempo il termine assunse un tono denigratorio, per riferirsi ai film weepie (o tearjerker, in inglese strappalacrime) e di conseguenza, secondo le idee dell'epoca, adatti alle donne, come si legge nella recensione del 1924 di Christine of the Hungry Heart (1924) sulla rivista Film Daily. Inoltre, se il regista stesso era donna la pellicola era automaticamente relegata a questa categoria. Ad esempio il film Remodeling Her Husband (1920) di Lilian Gish venne descritto come
(Anthony Slide, “Remodeling Her Husband”, in Photoplay, September 1920)
Negli anni trenta e soprattutto negli anni quaranta il termine viene adottato dall'industria stessa che, in accordo con le ricerche sull'audience e le necessità commerciali, si concentrò sulla produzione di pellicole destinate a pubblici sempre più specifici. In particolare, con lo scoppio della seconda guerra mondiale e la partenza di un gran numero di uomini verso i fronti europei, le major e i produttori si convinsero che la maggior parte del pubblico fosse composto da donne. In seguito, a partire anni settanta, la declinazione del termine venne ulteriormente influenzata dalla trattazione critica. Grazie sia al consolidamento del filone dei Genre Studies (studi sulla teoria di genere) all'interno della filmologia, che alla cosiddetta Seconda ondata femminista, infatti, il woman's film, diventa oggetto di particolare interesse accademico da parte delle studiose della Feminist Film Theory, interessate ad esplorare la rappresentazione della donna nel cinema, La critica femminista, mettendo in luce il valore culturale e sociale di questo genere di produzione, contribuì alla riabilitazione e rivalutazione del termine, liberandolo dalla connotazione negativa presente in origine che ne classificava i film come weepie e commerciali. Inoltre, se all'inizio di questi studi accademici il termine veniva solitamente posto fra virgolette e utilizzato come un aggettivo atto a specificare film di altri generi (come ad esempio il woman's film noir o woman's melodrama), con il tempo l'utilizzo della categoria di sistematizzò, passando ad essere da aggettivo a sostantivo e acquisendo lo status di genere vero e proprio.

## Storia del genere

### Pre-code Hollywood

#### Il cinema muto
Sebbene non si parli ancora esplicitamente di woman's film, alcuni studiosi considerano appartenenti al filone anche delle produzioni del cinema muto degli anni dieci e venti che vedevano al centro delle narrazioni una protagonista donna a cui spesso venivano attribuiti caratteri di indipendenza, emancipazione e modernità, ricalcando l'ideale nato alla fine dell'Ottocento della cosiddetta New Woman, proposto anche nella letteratura precedente e coeva. Emergono dunque i cosiddetti serial queen films come What Happened to Mary? (1912), Le avventure di Paolina (1914), I misteri di New York (1914), i quali seguono le avventure di giovani eroine coraggiose ritratte con qualità ritenute tradizionalmente maschili che si muovono in spazi pubblici fino ad allora riservati all'uomo. Negli anni venti diventa popolare la figura della flapper, una particolare declinazione della New Woman, associata dal sistema divistico hollywoodiano ad attrici come Clara Bow, Joan Crawford, Gloria Swanson, che iniziano a mostrare un tipo di femminilità differente rispetto quello vittoriano. Contemporaneamente il mercato inizia a rendersi conto del ruolo primario esercitato dalle donne, non solo come spettatrici nelle sale cinematografiche, ma in generale all'interno della società dei consumi. Molto spesso i film sono tratti da romanzi e testi teatrali scritti da donne, come nel caso di Agonia sui ghiacci (1920), Christine of the Hungry Heart, Stella Dallas (1925).

#### Cinema sonoro

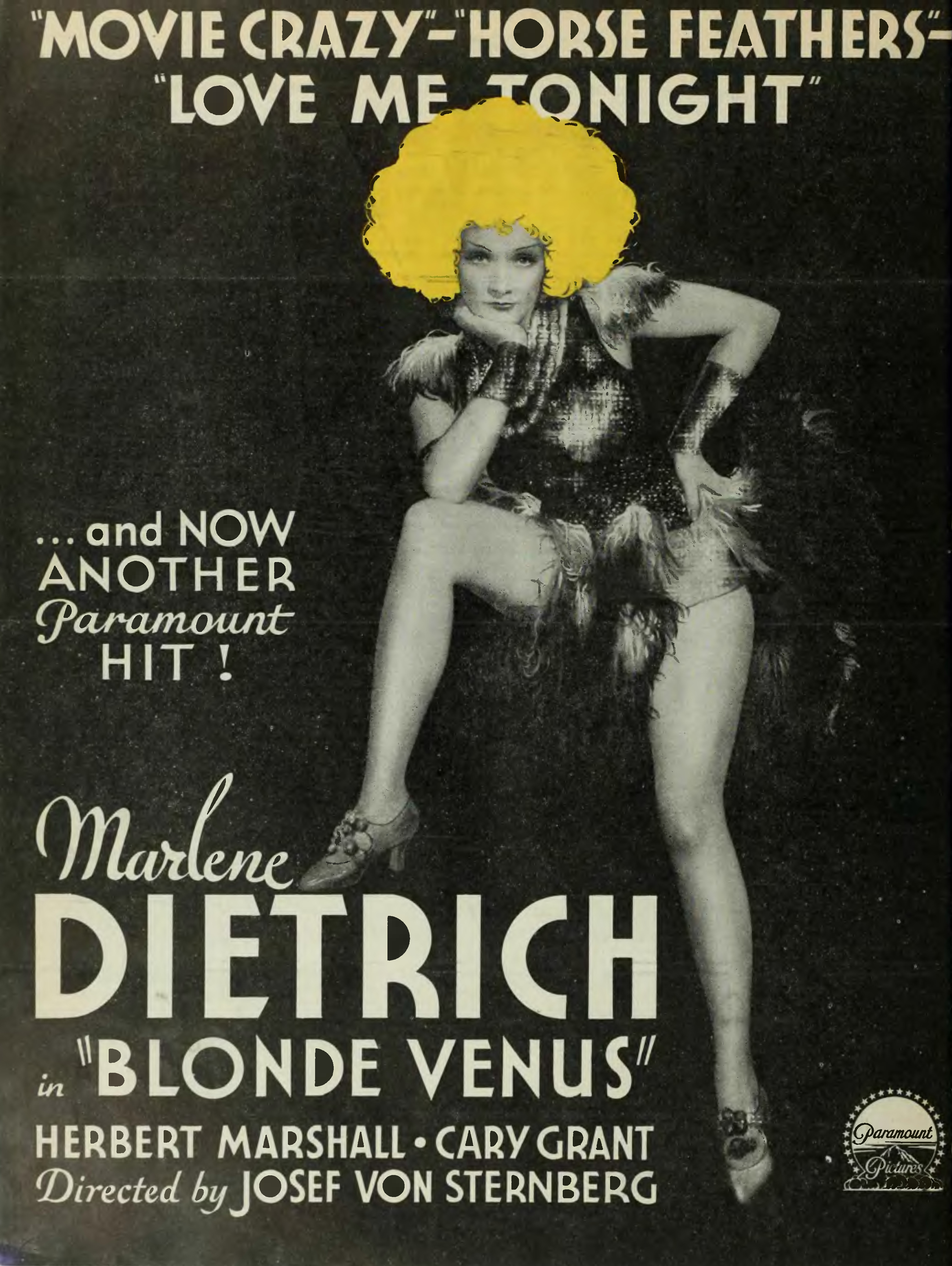
Venere bionda (Blonde Venus, J. von Sternberg, 1932)

Con il sonoro le trame si complicano, vengono approfonditi i temi del desiderio femminile, del rapporto tra i generi, del contrasto tra lo spazio privato e pubblico, dei conflitti familiari ed emotivi, della maternità, della sessualità e dell'adulterio, in particolare dopo la Grande Depressione che aveva determinato una generale perdita di fiducia e il proliferare di personaggi moralmente ambigui. Uno dei maggiori esempi di questi anni è Venere bionda (1932), con la figura della fallen woman (dall'inglese ''donna caduta''). Gli studiosi sono d'accordo nel parlare, a partire dai primi anni '30, di woman's film a tutti gli effetti, poiché l'etichetta divenne un utilizzo comune già dalla stampa e dall'industria del tempo.

### La censura
A metà degli anni '30, le autorità si accorsero che il cinema trattava temi considerati troppo licenziosi, che non si accordavano con la politica del New Deal. Sebbene non fossero mancati episodi precedenti di censura, a partire dal 1934 si impose con tutte le sue forze il cosiddetto codice Hays, che limitò la libertà sulla rappresentazione della donna: prostitute, adultere, rapporti prematrimoniali, figli fuori dal matrimonio, divorzi faticavano ad essere mostrati sul grande schermo. Si prediligevano quindi narrazioni che riproponevano i ruoli tradizionali e domestici della womanhood, ovvero il ruolo della madre e i valori familiari. Le protagoniste sessualmente emancipate o non conformi alle norme sociali, potevano essere rappresentate solo se poi venivano punite, ad esempio rendendole costrette a rinunciare a qualcosa, come in Amore sublime (1937) e Il grande amore (1939) in cui le protagoniste non possono svolgere il loro ruolo di madre per figli avuti al di fuori del matrimonio; o con la malattia e persino la morte, come in Margherita Gauthier (1936) e in Tramonto (1939).

### Anni quaranta e cinquanta

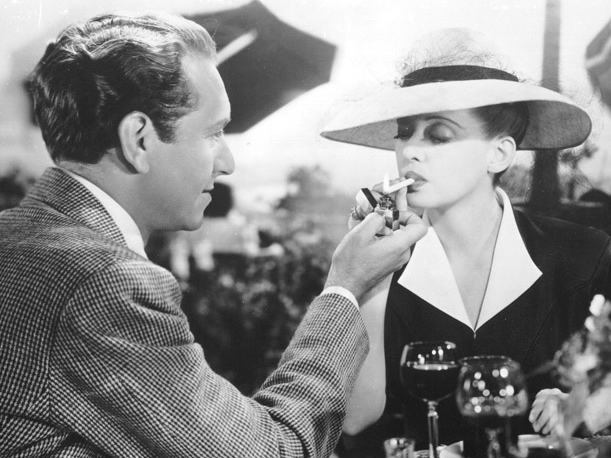
Paul Henreid e Bette Davis in Perdutamente tua (Now Voyager, I. Rapper, 1942)

Già dal decennio precedente, ma in particolare a partire dagli anni quaranta, si verificò un crescente interesse da parte del cinema nei confronti della psicanalisi e in particolare delle teorie freudiane, importate e tradotte negli Stati Uniti nel corso degli anni trenta. Si rimette al centro l'individuo, e in particolare il suo inconscio, temi presenti anche nel genere noir che però nel woman's film vengono declinati al femminile: ci si concentra su problemi psicologici quali la paranoia femminile, come in Rebecca - La prima moglie (1940); i rapporti disfunzionali ed edipici, come in Perdutamente tua (1942).

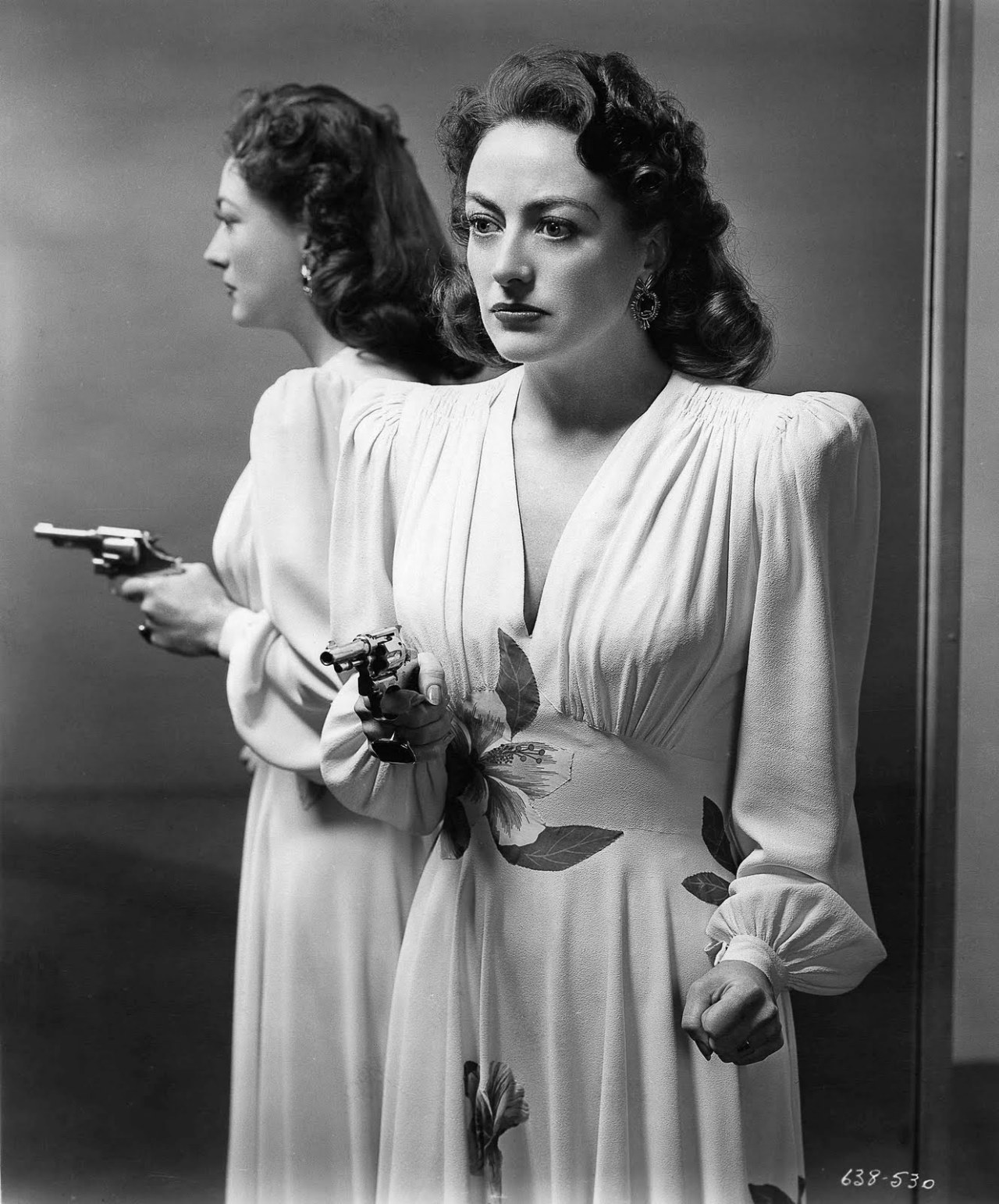
Joan Crawford in Il romanzo di Mildred (Mildred Pierce, M. Curtiz, 1945)

Negli anni della Seconda Guerra mondiale e in quelli immediatamente successivi, le case di produzioni si convinsero dell'importanza del pubblico femminile poiché, molti uomini dovettero partire per il fronte. Gli studiosi sono d'accordo nell'affermare che è proprio in questi anni che si sviluppa il woman's film a tutti gli effetti, poiché lo sguardo femminile diviene centrale anche a causa della ridefinizione dei ruoli sociali e lavorativi: molte donne infatti poterono entrare nel mondo del lavoro prendendo i posti lasciati liberi dagli uomini o venendo impiegate nell'industria bellica. Le donne inoltre erano grandi fruitrici di riviste con le quali, attraverso la propaganda e la pubblicità, veniva veicolata l'immagine di vita ideale post-bellica, per cui bisognava sacrificarsi in questi anni, come in La signora Miniver (1942) o Da quando te ne andasti (1944). 
A guerra conclusa, venne richiesto alle donne di tornare a svolgere il ruolo tradizionale di madri e mogli aderendo così al culto della domesticità e all'ideale della donna come angelo del focolare, confinata nello spazio domestico. Per questo motivo, tra gli anni quaranta e soprattutto nei cinquanta, anche molti woman's film insistono nella rappresentazione di abitazioni e famiglie suburbane o economicamente abbienti, rispondendo da un lato allo spirito dei the ''fabulous fifties'' e della modernità degli anni cinquanta, dall'altro mettendone in luce le complessità e i nuovi problemi sociali, come in Come le foglie al vento (1956). Inoltre, il ritorno ad una rigida divisione dei ruoli di genere non era una condizione alla quale tutte le donne volevano far ritorno, soprattutto dopo aver potuto sperimentare indipendenza ed autonomia durante il periodo bellico. Per questo motivo, nei woman's film prodotti tra gli anni quaranta e cinquanta, si pone al centro desiderio represso femminile, in una lotta continua tra le aspirazioni personali e i dettami sociali, tra la carriera e la famiglia, come ne Il romanzo di Mildred (1945).

### Anni settanta
In concomitanza con la seconda ondata femminista e i cambiamenti sociali avvenuti tra la metà degli anni sessanta e l'inizio dei settanta, emergono nuovi film che vengono definiti woman's film, come Alice non abita più qui (1974), Ricorda il mio nome (1978), Tre donne (1977). Tuttavia, a differenza dei woman's film della prima metà del Novecento, queste nuove produzioni non sembrano voler veicolare chiari messaggi emancipatori o critiche sociali, raccontano in modo ambivalente la libertà femminile, senza prendere una chiara posizione in merito. Le trame si concentrano sull'individualità della protagonista, esplorando temi quali la ricerca del sé, la costruzione di una propria identità femminile e l'indipendenza, mettendone però in rilievo non solo i lati positivi ma anche le contraddizioni e gli aspetti più dolorosi.